# Come Back to Me (utwór Davida Cooka)
Come Back to Me – ballada rockowa będąca trzecim oficjalnym singlem amerykańskiego wokalisty Davida Cooka, pochodząca z albumu David Cook. Utwór był nagrywany razem z poprzednim singlem, „Bar-ba-sol”, który znalazł się na stronie A „Come Back to Me”. Cook wykonał go 1 kwietnia 2009 roku, pojawiając się gościnnie w ósmej edycji programu American Idol.

## Informacje o utworze
„Come Back to Me” został napisany przez Espionage, norweską grupę zajmującą się pisaniem utworów i produkowaniem ich, składającą się z Amunda Bjørklunda, Espena Linda oraz Zaca Maloya. Singiel został wyprodukowany przez Roba Cavallo, który już wcześniej pojawiał się przy tworzeniu piosenek Cooka. „Come Back to Me” zadebiutował na 49. miejscu listy przebojów Pop 100.